# Comitato Olimpico Nazionale del Burundi
Il Comitato Olimpico Nazionale del Burundi (noto anche come Comité national olympique du Burundi in francese) è un'organizzazione sportiva burundese, nata nel 1990 a Bujumbura, Burundi.
Rappresenta questa nazione presso il Comitato Olimpico Internazionale (CIO) dal 1993 ed ha lo scopo di curare l'organizzazione ed il potenziamento dello sport in Burundi e, in particolare, la preparazione degli atleti burundesi, per consentire loro la partecipazione ai Giochi olimpici. L'organizzazione è, inoltre, membro dell'Associazione dei Comitati Olimpici Nazionali d'Africa.
L'attuale segretario generale è occupata da Anselme Hatungimigabo.